# Hesperaloe parviflora
Hesperaloe parviflora là một loài thực vật có hoa trong họ Măng tây. Loài này được (Torr.) J.M.Coult. mô tả khoa học đầu tiên năm 1894.

## Hình ảnh

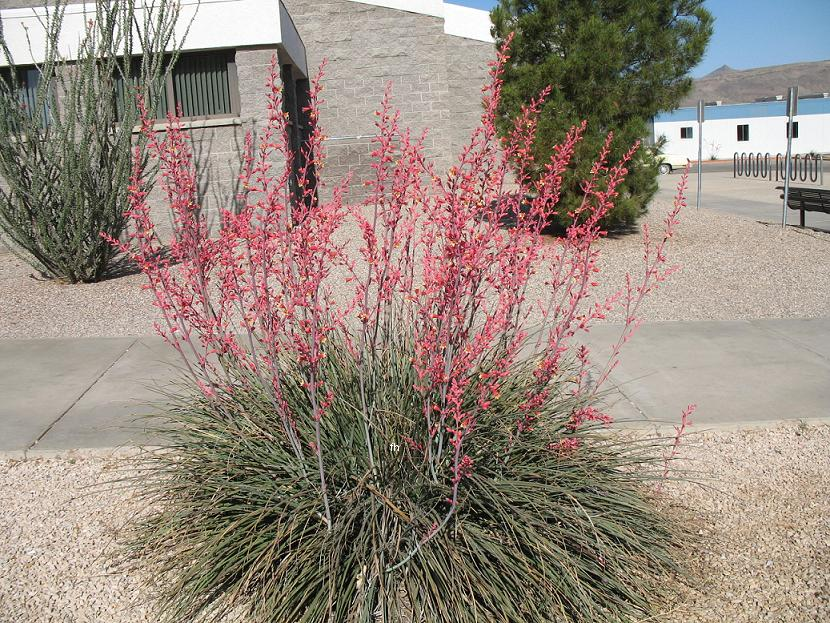
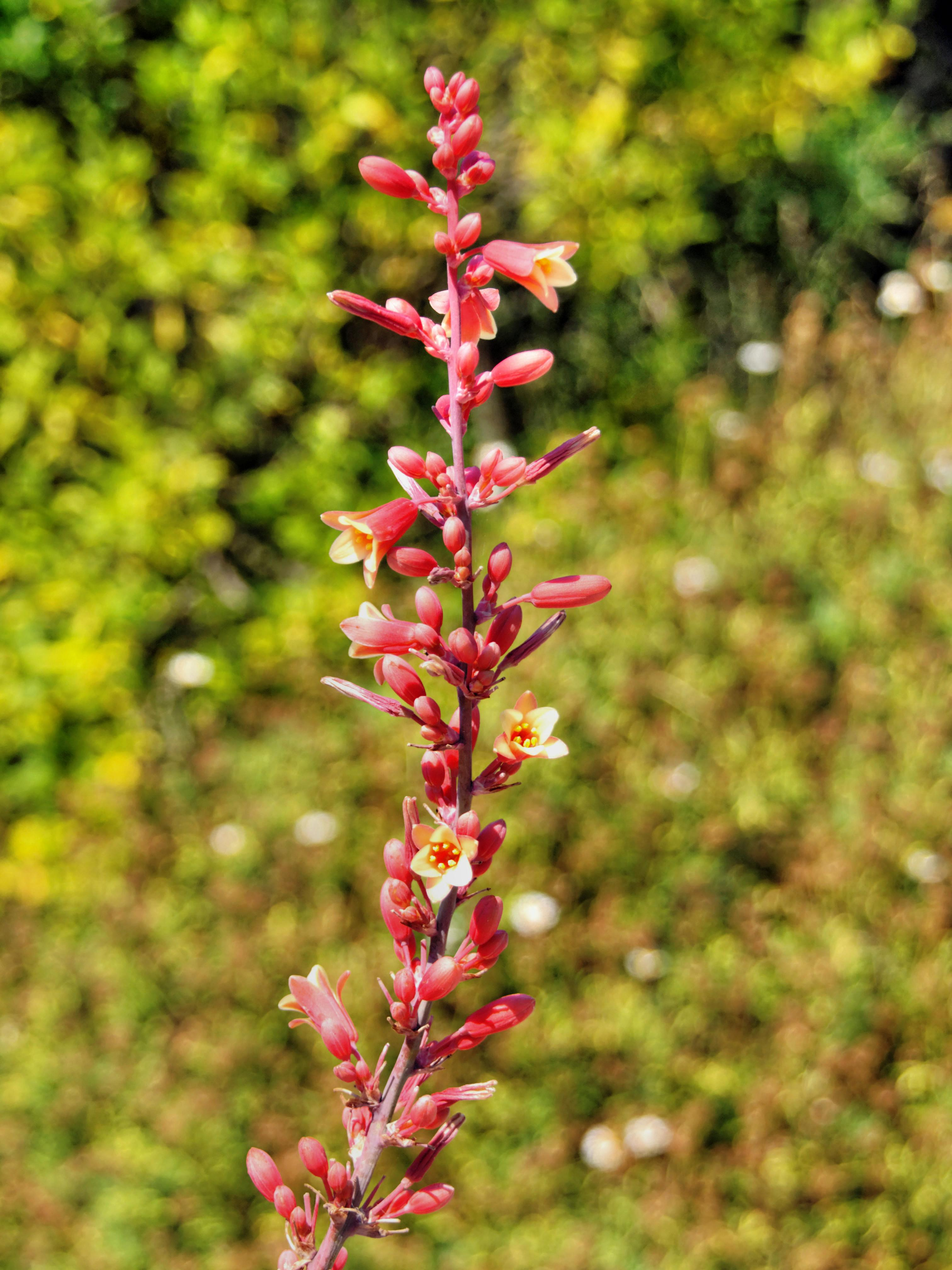
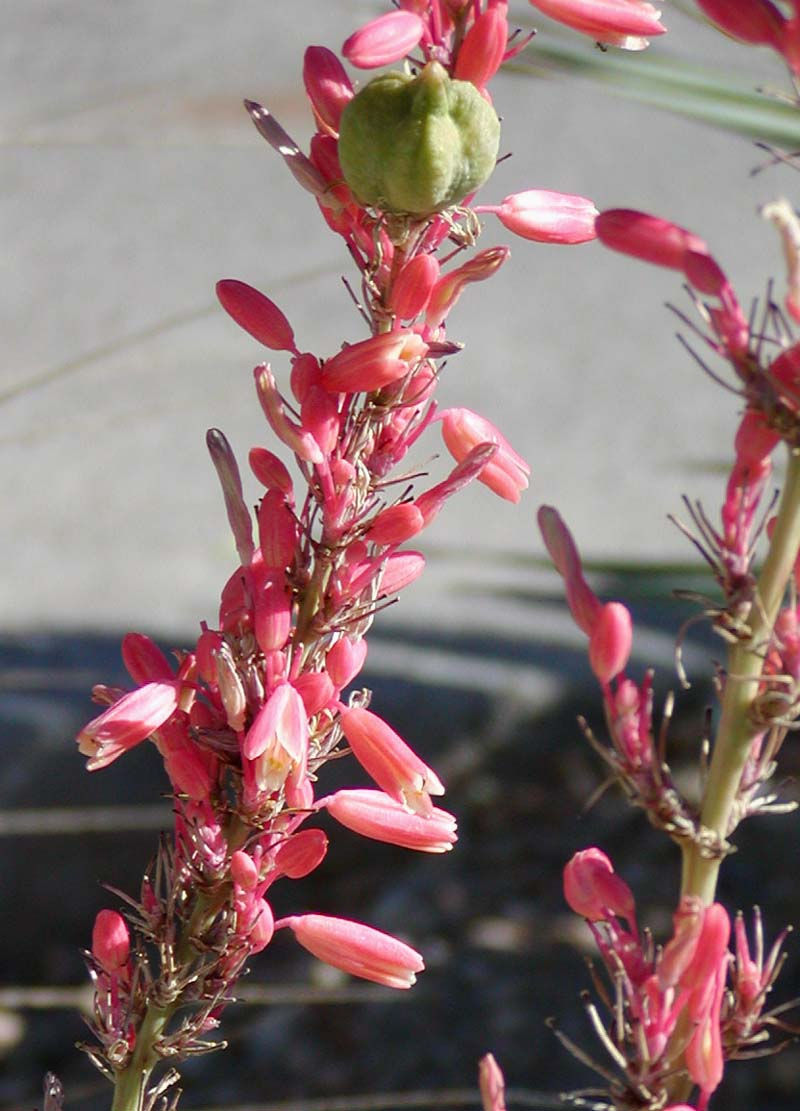
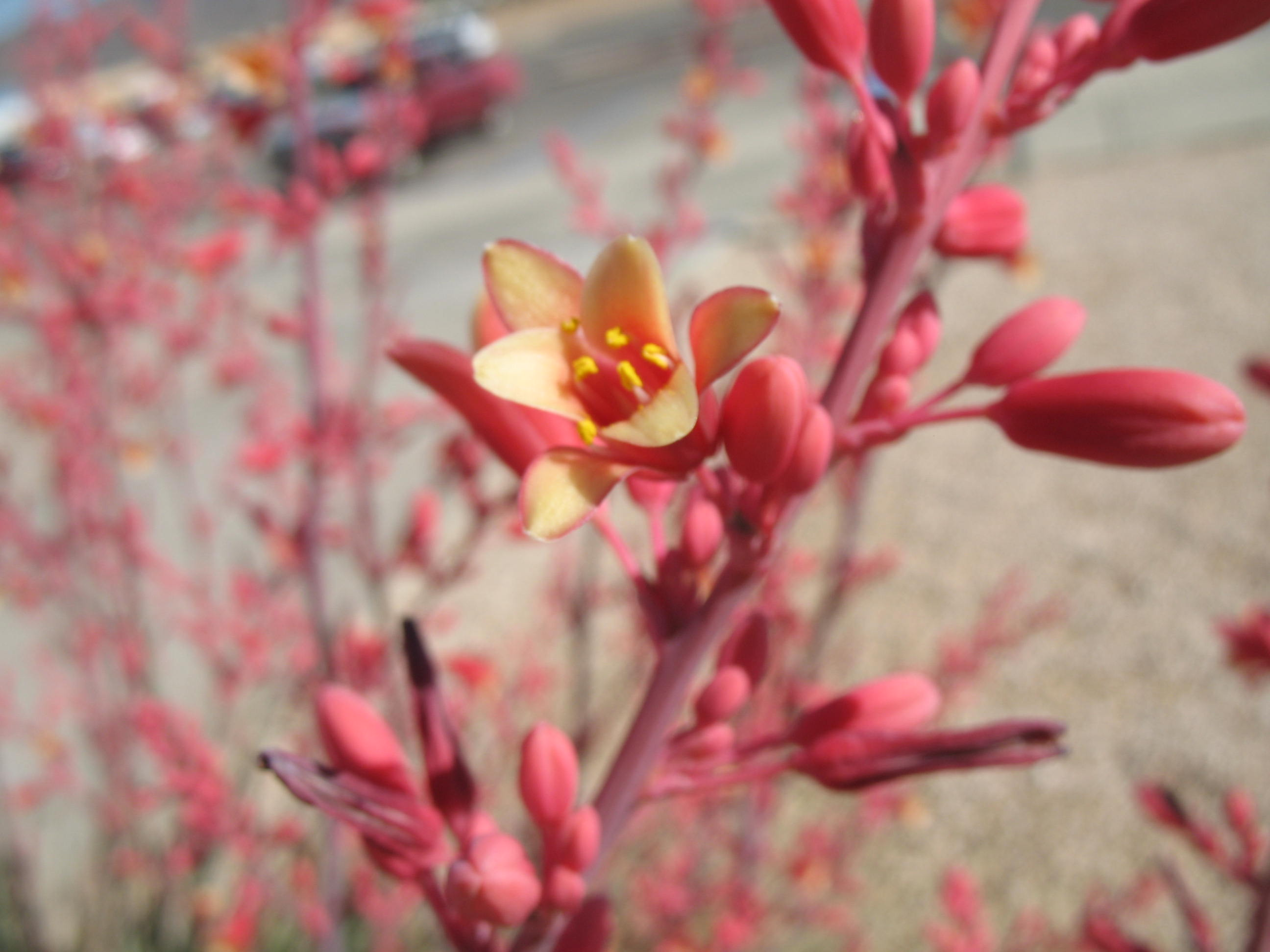